# Ngwaba jezik
Ngwaba jezik (ISO 639-3: ngw; goba, gombi), afrazijski jezik čadske porodice kojm govori oko 10 000 ljudi u nigerijskoj državi Adamawa. Govori se u svega dva sela. Pripada skupini biu-mandara. 
Pripadnici etničke grupe upotrebljavaju i fulfulde [fuv], hausa [hau], gudu [gdu] ili nzanyi [nja].

## Vanjske poveznice
- Ethnologue (14th)
- Ethnologue (15th)